# Burkitt-limfóma
A Burkitt-limfóma egy B-limfocitákból kiinduló rosszindulatú daganatos betegség. A kórkép az agresszív non-Hodgkin limfoid neopláziák közé sorolható, az összes felnőttkori non-Hodgkin limfóma (NHL) 1-5 százalékát teszi ki. A leggyorsabban növekvő emberi daganatnak számít, mely kezelés nélkül gyorsan súlyosbodik. A betegségnek több megjelenési formája ismert, a malária sújtotta területeken endémiás előfordulású típusa az Epstein-Barr vírusfertőzéshez erősen köthető, de sporadikusan bárhol előfordulhat. Kezelésében kemoterápiát és biológiai terápiát (pl. rituximab) alkalmaznak. 

A betegség nevét leírójáról, Denis Parsons Burkittről kapta, aki 1958-ban Afrikában sebészként az állcsontból kiinduló nagy méretű daganatokat fedezett fel kisgyermekekben.

## Klasszifikációja

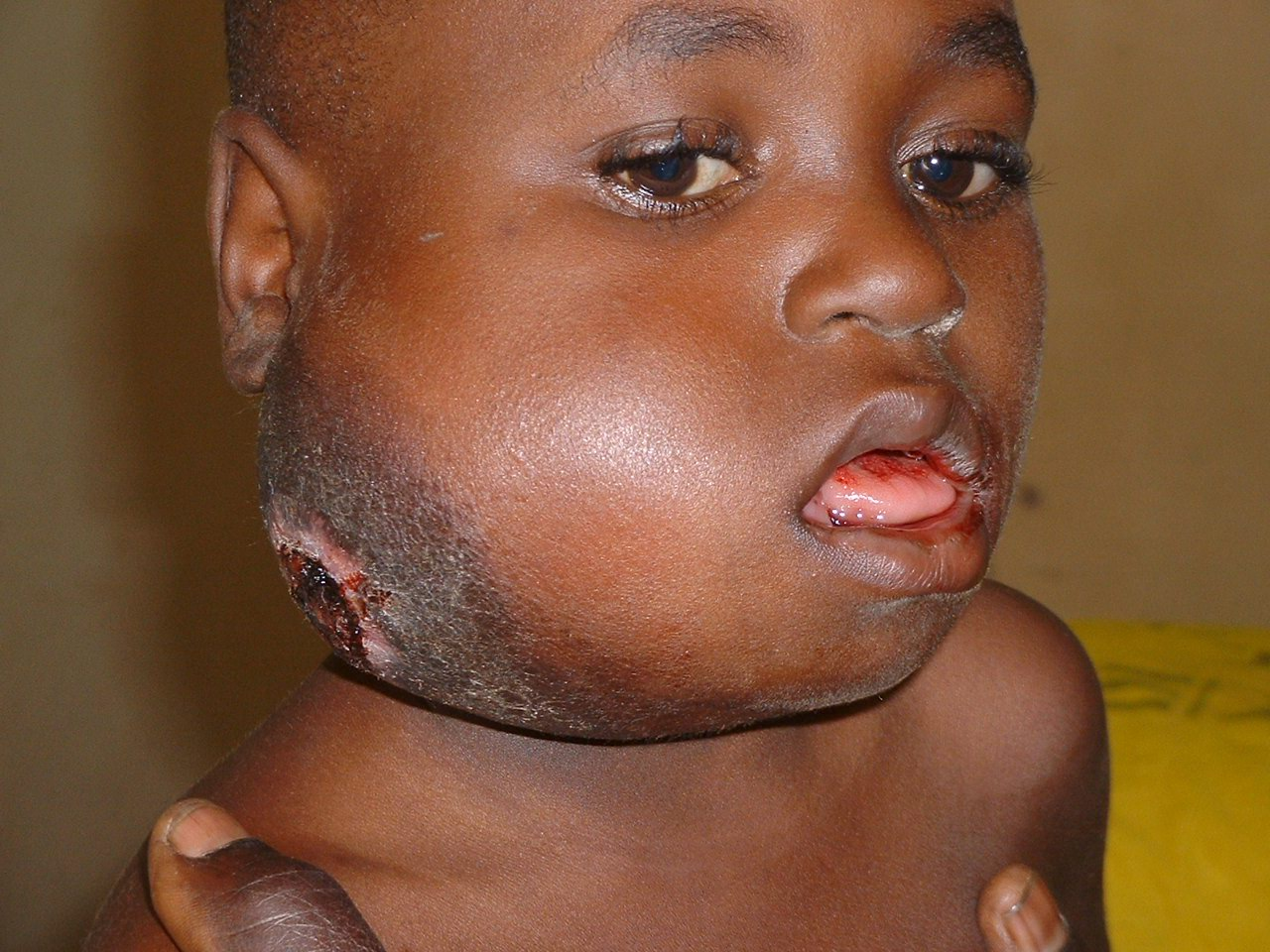
Egy 7 éves nigériai kisfiú, nagyméretű, kifekélyesedett daganattal az arcán, ami néhány hónap alatt alakult ki.

A betegséget a WHO az érett B-sejtes non-Hodgkin limfoid neopláziák közé sorolja, azonban a Burkitt-limfómának több altípusát különbözteti meg, melyek morfológiailag, genetikai hátterüket és immunfenotípusukat tekintve egymással nagy fokú hasonlóságot mutatnak.
- Endémiás forma: Az endémiás Burkitt-limfóma a maláriával sújtott területeken fordul elő, gyakorlatilag minden esetben EBV asszociáltan.[1] Kimutatták, hogy a malária kórokozója képes az EBV fertőzött B-sejteket nem-specifikusan aktiválni, ami hozzájárulhat a daganat kialakuláshoz.[7] Az endémiás forma elsősorban a fejen jelentkezik, leggyakrabban az alsó állkapcsot érinti, de a hasi szervekben is kialakulhat (pl. a belekben, vesében, petefészekben).[8]
- Sporadikus forma: A betegség sporadikusan bárhol előfordulhat, és csak ritkán köthető EBV fertőzéshez. A felnőttkori limfómák 1-2 százalékát, a gyerekkori non-Hodgkin limfómák kb. 30-40 százalékát teszi ki Európában és az Egyesült Államokban.[9] Ez a típus leggyakrabban a hasüregben jelentkezik, a fejen csak ritkán fordul elő.
- Immunhiányhoz kötött forma: Súlyos immunhiányos állapotban is kialakulhat Burkitt-limfóma.[10] Ez a forma leggyakrabban HIV fertőzött betegekben jelentkezik, de kialakulhat gyógyszeres immunszuppresszió mellett is. Az AIDS-es betegeknek 10-20 százalék közötti esélyük van arra, hogy Burkitt-limfóma alakuljon ki bennük életük folyamán.[11]

## Szövettana
A Burkitt-limfómának a WHO a morfológiája alapján három típusát különíti el, a klasszikus, a plazmocitoid és az atípusos Burkitt-limfómát. Az endémiás betegségek többsége klasszikus, akárcsak a gyermekekben előforduló sporadikus esetek. A klasszikus formában a tumorsejtek közepes nagyságúak, jólk kivehető kerek sejtmaggal és több, bazofilen festődő sejtmagvacskával. Az RNS-ben gazdag citoplazma Giemsával és Wrighttal festve sötétkék, benne a sejt lipidtartalma miatt számos vakuólum látható. A tumorban kifejezetten sok az osztódó sejtalak, az osztódó sejtekre jellemző Ki-67 markerre vizsgálva a sejtek közel 100 százaléka pozitív. A sejtek gyorsan osztódnak, a tumorsejtek duplázódási ideje 24-48 óra. Az osztódó sejtek mellett sok az apoptotikus sejt és az azokat eltakarító makrofág is, utóbbiak elszórt mintázatát a szövettanászok a csillagos égbolthoz szokták hasonlítani.

A sejtek immunfenotípusa alapján megerősíthető a diagnózis, a sejtek jellemzően CD19, CD20, CD22, CD79a expresszió mellett Bcl-6, CD10 CD43 és p53 pozitívak, CD5, CD23, CD138, Bcl-2, és TdT negativitás mellett.

## Genetikai háttere
Burkitt-limfómára a c-myc onkogént érintő transzlokációk jellemzőek, melyek során a 8-as kromoszómán kódolódó c-myc vagy az immunglobulin nehézlánc génje mellé, vagy a könnyűláncokat kódoló gének mellé kerül és ezért fokozottan íródik át a tumorsejtekben.
- A leggyakoribb a t(8;14)(q24;q32) transzlokáció, melynél a c-myc a 14-es kromoszómán található immunglobulin nehézlánc génje mellé kerül.
- A t(2;8)(p12;q24) transzlokáció a c-myc és a 2-es kromoszómán kódolódó kappa könnyűlánc gén között jön létre.
- A t(8;22)(q24;q11) transzlokációnál a c-myc a lambda könnyűlánc génje mellé kerül.

Mindhárom transzlokáció a c-myc fokozott expressziójához, következményesen túlzott sejtosztódáshoz vezet.

## Kezelése
A Burkitt-limfóma kezelésére kemoterápiát, illetve célzott immunterápiát alkalmaznak, melyhez a B-sejtek felszínén jelen lévő CD20 molekulát szelektíven felismerő mononklonális ellenanyagot, a rituximabot használják széleskörűen. Kemoterápiaként az ún. hiper-CVAD protokollt alkalmazzák (hiperfrakcionált, vagyis sokszor, kis dózisokban alkalmazott ciklofoszfamid, doxorubicin, vinkrisztin és dexametazon kombinációja), melyet rituximabbal egészítenek ki. Ezzel a kezeléssel a betegek kb. 80 százalékában teljes remissziót lehet elérni. Egy 2006-os tanulmányban a 3 éves összesített túlélést ezzel a kezeléssel 86 százaléknak, egy másik, 2014-es koreai publikációban pedig a 2 éves túlélést 81,4 százaléknak találták.

## Ajánlott irodalom, külső linkek
- (en) Swerdlow S.H., Campo E., Harris N.L., Jaffe E.S., Pileri S.A., Stein H., Thiele J., Vardiman J.W. (szerk.): WHO Classification of Tumours of Haematopoietic and Lymphoid Tissues (Fourth Edition), International Agency for Research on Cancer, 2008. Lyon, ISBN 978-92-832-2431-0
- A Magyar Hematológiai és Transzfúziológiai Társaság honlapja
- A Magyar Onkohematológiai Betegekért Alapítvány hivatalos honlapja